# هالفور هانسون
هالفور هانسون (بالنرويجية البوكمول: Halvor Hansson)‏ هو ضابط نرويجي، ولد في 4 يونيو 1886، وتوفي في 4 نوفمبر 1956.